# Электродепо (платформа, Октябрьская железная дорога)
Электродепо́ — остановочный пункт Октябрьской железной дороги в черте Санкт-Петербурга между Балтийским вокзалом и станцией Броневая. Платформы рассчитаны только на первые 2 вагона электропоезда. Функция платформы — подвоз к месту работы и обратно сотрудников депо «Санкт-Петербург — Балтийский» (ТЧ-15).
Рядом с платформой расположен грузовой «отсек» Балтийского вокзала, путь на который идет от станции Нарвская «южной портовой ветви».
C 2017 года сообщается, что все электропоезда проследуют платформу без остановки, но некоторые поезда всё равно там останавливаются. В электронных расписаниях помечено как «тех. стоянка».
В 1933 году через остановочный пункт прошла электрификация от ст. Ленинград-Балтийский до ст. Ораниенбаум-I. Это был первый электрифицированный участок на Октябрьской железной дороге. Тогда напряжение в контактной сети составляло 1,5 кВ постоянного тока.
В 1948 году после разрушений в результате боевых действий во время ВОВ было восстановлено движение электросекций.
В 1967 году этот участок был переведён на напряжение 3,3 кВ постоянного тока.

### Расписание электропоездов
- Расписание пригородных поездов. Яндекс.Расписания.
- Расписание пригородных поездов на tutu.ru